# ヴァージニア・ヘンダーソン
ヴァージニア・A・ヘンダーソン （Virginia Avenel Henderson、1897年11月30日 - 1996年3月19日）は、アメリカの看護師、看護研究者で、看護理論家。看護教育の指導者として、フローレンス・ナイチンゲールに次いで世界でその名を知られている
。

## 生涯
ミズーリ州のカンザスシティに生まれる。ダニエル・B・ヘンダーソンとルーシー・マイナー・ヘンダーソンの間の8人の兄弟姉妹の5番目として生まれた。父親はネイティブアメリカンの人たちのための弁護士をしていた。母親はバージニア州から嫁入り、ヘンダーソンはバージニア州の学校に行っていた。第一次世界大戦で兄弟たちが従軍したため、自分も何かの役割をと、ワシントンDCのアメリカ陸軍看護学校（1918年開校）に学ぶ。その学校の校長が、学校の創立者で初代校長でもあり、またアメリカ看護の開拓期のアメリカ看護の The Great Trio の1人、アニー・ウォーバートン・グッドリッチだった。彼女が終生ヘンダーソンの師となる。グッドリッチ自身、コロンビア大学、イェール大学の教授、学部長というキャリアを歩み、ヘンダーソンは常に彼女の後を追って歩いていくといった。
1921年に、同陸軍看護学校を卒業。ワシントンDCのヘンリーストリートのセツルメントの公衆衛生看護師、兼訪問看護師になる。その後、ノーフォークのノーフォーク・プロテスタント病院に就職、ヴァージニア州で初めてのフルタイムの看護技術指導者になる。この間、州の看護協会でも積極的に活動し、地域の保険看護システムの立案にも関わる。精神科患者の地域での自立支援にも参与し、1929年ヴァージニア州のウィリアムズバーグにイースタン・ステート病院で出来た時には精神患者のためにそうした自立支援コースを立ち上げるための委員会に参加している。その後、コロンビア大学ティーチャーズカレッジに学び、1932年卒業。彼女はコロンビア大学で1934年「看護教育」で修士号を取得している。のちにコロンビア大学看護学部の教員になる。1943年から1948年までコロンビア大学で教壇にたった。
彼女の看護とは何かという定義や、有名な基本的看護ケアの14の構成要素は、人間の基本的なニーズを包括的に網羅したものだと長く理解されてきた。今日では、ナンシー・ローパーらによって乗り越えられたとはいえ、看護学の教育の歴史に残る業績である。また彼女は、看護師の対人関係処理能力の向上と活用について深い知見を示した。看護過程の全ての構成要素に加え、知的技能、人間関係的技能、技術的技能を兼ね備えていることが必要と指摘している。ヘンダーソンの看護の定義は、以下のとおり。
彼女は、1996年に98歳でコネチカット州のホスピスで亡くなった。彼女の葬儀は、イェール大学看護学部の主催で大学葬として行われた。彼女はバージニア州ベッドフォード郡フォレストの聖ステファン教会の教会墓地の家族の墓のある一角に埋葬された。

## ヘンダーソンの14の基本的ニード
ヘンダーソンが、『看護の基本となるもの』の中で挙げた14の基本的ニード、人の基本的欲求と基本的看護の構成要素と呼ばれるものは以下の項目である。
1. 正常に呼吸する。
2. 適切に飲食する。
3. あらゆる排泄経路から排泄する。
4. 身体の位置を動かし、またよい姿勢を保持する。（歩く、座る、寝る、これらのうちのあるものを他のものへ換える。）
5. 睡眠と休息をとる
6. 適当な衣類を選び、着脱する。
7. 衣類の調節と環境の調整により、体温を生理的範囲内に維持する。
8. 身体を清潔に保ち、身だしなみを整え、皮膚を保護する。
9. 環境のさまざまな危険因子を避け、また他人を傷害しないようにする。
10. 自分の感情、欲求、恐怖あるいは“気分”を表現して他者とのコミュニケーションをもつ。
11. 自分の信仰に従って礼拝する。
12. 達成感をもたらすような仕事をする。
13. 遊び、あるいはさまざまな種類のレクリエーションに参加する。
14. “正常”な発達および健康を導くような学習をし、発見をし、あるいは好奇心を満足させる。

## 栄誉
国際看護師協会（The International Council of Nurses）は、1985年に第一回のクリスティアーネ・レイマン賞（ The Christianne Reimann Prize ）を彼女に授与している。彼女が87歳の時の受賞である。また彼女はイギリスの王立看護大学の名誉研究員にもなっている (FRCN : Fellow of the UK's Royal College of Nursing )。

## 主要な著書
- 『看護の基本となるもの』日本看護協会出版会　1961年
- 『看護論 : 定義およびその業務,研究,教育との関連』日本看護協会出版会　1967年
- 『看護論―25年後の追記を添えて』日本看護協会出版会
- エドワード.J.ハロラン編『ヴァージニア・ヘンダーソン選集―看護に優れるとは』医学書院　2007年